# Euxoa enteridis
Euxoa enteridis är en fjärilsart som beskrevs av Smith 1900. Euxoa enteridis ingår i släktet Euxoa och familjen nattflyn. Inga underarter finns listade i Catalogue of Life.